# Eumenes I.

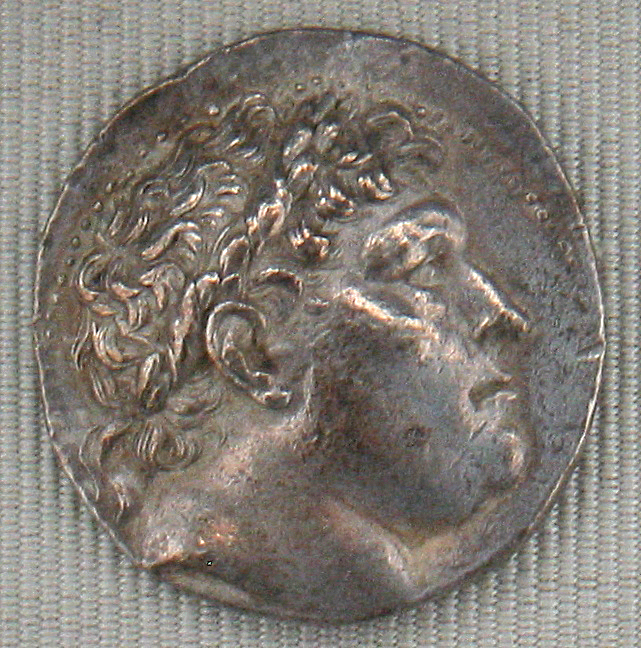
Silbermünze des Eumenes. Cabinet des Médailles, Paris

Eumenes I. (altgriechisch Εὐμένης Euménēs; † 241 v. Chr.) war Herrscher von Pergamon (263–241 v. Chr.) aus der Dynastie der Attaliden.
Eumenes’ Vater hieß ebenfalls Eumenes und war der Bruder des ersten pergamenischen Herrschers Philetairos. Seine Mutter war Satyra, Tochter eines Poseidonios. Da Philetairos keine eigenen Kinder hatte, adoptierte er Eumenes und machte ihn zu seinem Nachfolger. Pergamon beherrschte zu dieser Zeit nur die nähere Umgebung der Stadt und war als halbautonomes Fürstentum von den Seleukiden abhängig.
In seinen ersten Regierungsjahren errang Eumenes durch seinen Sieg über Antiochos I. bei Sardes 261 v. Chr. die Unabhängigkeit Pergamons vom Reich der Seleukiden. Es gelang ihm dadurch, sein Gebiet bis zur Küste und ins Landesinnere hin auszudehnen. Danach sind aus seiner Regierungszeit keine weiteren Ereignisse überliefert. Offensichtlich ebenfalls ohne Nachkommen, adoptierte er seinen Großneffen Attalos, der ihm auf dem Thron nachfolgte.
Eumenes begann, vermutlich nach seinem Sieg über Antiochos, als erster pergamenischer Herrscher mit der Prägung von Münzen mit dem Bild des Dynastiegründers Philetairos, wodurch er die neugewonnene Selbständigkeit Pergamons demonstrierte. Er konnte einen Söldneraufstand beilegen (OGIS 226), zahlte Tribut an die gallischen Stämme in Innerkleinasien und richtete in Pergamon ein Fest zu seinen Ehren, Eumeneia, ein. Den Titel eines Königs nahm er jedoch nicht an.